# Vinny Appice
Vincent "Vinny" Samson Appice (født 13. september 1957 i Brooklyn, New York City) er en amerikansk trommeslager, der er mest kendt for at have spillet i hårdrock-bandene Dio, Black Sabbath og Heaven and Hell.
Vinny Appice er bror til rocktrommeslageren Carmine Appice, som har spillet med blandt andre Vanilla Fudge og Jeff Beck.